# Відстань Геммінга
Відстань Геммінга (англ. Hamming distance)  — число позицій, у яких відповідні цифри двох двійкових слів однакової довжини різні. У загальнішому випадку відстань Геммінга застосовується для рядків однакової довжини будь-яких абеток, що складаються з  q символів, і служить метрикою відмінності (функцією, що визначає відстань в метричному просторі) об'єктів однакової вимірності.
Іншими словами, відстань Геммінга вимірює мінімальну кількість замін, необхідних для зміни одного рядка в інший, або мінімальну кількість помилок, які могли перетворити одну стрічку в іншу. У більш загальному контексті відстань Хеммінга є однією з метрик рядків для вимірювання відстані редагування між двома послідовностями.
Спочатку метрика була сформульована Річардом Геммінгом під час його роботи в Bell Labs для визначення міри відмінності між кодовими комбінаціями (двійковими векторами) у векторному просторі кодових послідовностей, в цьому випадку відстанню Геммінга {\displaystyle d(x,y)} між двома двійковими послідовностями (векторами) {\displaystyle x} і {\displaystyle y} довжини {\displaystyle n} називається кількість позицій, в яких вони різні — в такому формулюванні відстань Геммінга увійшла в словник алгоритмів і структур даних національного інституту стандартів і технологій США.

## Приклади
- {\displaystyle d(10{\color {Blue}1}1{\color {Blue}1}01,10{\color {Red}0}1{\color {Red}0}01)=2}
- {\displaystyle d(2{\color {Blue}17}3{\color {Blue}8}96,2{\color {Red}23}3{\color {Red}7}96)=3}
- {\displaystyle d({\color {Blue}t}o{\color {Blue}n}e{\color {Blue}d},{\color {Red}r}o{\color {Red}s}e{\color {Red}s})=3}

## Властивості
Відстань Геммінга має властивості метрики, задовольняючи таким умовам:
- {\displaystyle ~d(x,y)\geq 0}
- {\displaystyle ~d(x,x)=0}
- {\displaystyle ~d(x,y)=d(y,x)}
- {\displaystyle ~d(x,z)\leq d(x,y)+d(y,z)}

## Відстань Геммінга вбіоінформатицітагеноміці
Для нуклеїнових кислот (ДНК та РНК) можливість гібридизації двох полінуклеотидних ланцюгів з утворенням вторинної структури — подвійної спіралі — залежить від ступеня комплементарності нуклеотидних послідовностей обох ланцюгів. При збільшенні відстані Геммінга кількість водневих зв'язків, утворених комплементарними парами основ зменшується і, відповідно, зменшується стабільність подвійного ланцюга. Починаючи з деякої граничної відстані Геммінга гібридизація стає неможливою.
При еволюційному розходженні гомологічних ДНК-послідовностей відстань Геммінга є мірою, за якою можна судити про час, що пройшов з моменту розбіжності гомологів, наприклад, про тривалість еволюційного відрізку, що розділяє гени-гомолог і ген-попередник.